# Bain de sang de Zutphen

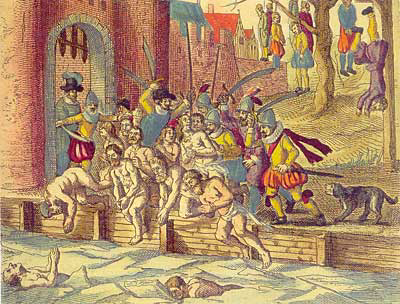
Des soldats poussent des civils dans l'IJssel gelée, dans lequel des trous ont été creusés pour les noyer (impression de 1619).

Le bain de sang de Zutphen ou le massacre cruel de Zutphen est un événement historique qui a eu lieu le 16 novembre 1572 à Zutphen, en Gueldre, au début de la révolte des Gueux.

## Prémices
Le 1er avril 1572, Brielle est conquise par les gueux de mer. Ce moment est généralement considéré comme le tout début de la rébellion contre Philippe II. Le comte Guillaume IV van den Bergh, beau-frère de Guillaume d'Orange, a joué un rôle majeur dans la deuxième invasion d'Orange et a conquis Zutphen (10 juin), Kampen (11 août), Zwolle (14 août) et Steenwijk, entre autres. Ses troupes se sont comportées de manière très désordonnée à Zutphen, en particulier envers les institutions ecclésiastiques qui ont beaucoup souffert. Des églises et des monastères ont été pillés et parfois sérieusement endommagés voire complètement détruits avec l'approbation de Guillaume IV, les prêtres ont été assassinés et des religieuses violées. Le plomb a été pris des fenêtres des églises pour faire des balles. Les Espagnols considéraient ces exactions comme des actions hérétiques, visant directement «la vraie foi», et que cela devait être vengé .
L'ordre de capture de Zutphen en novembre 1572 avait été donné par le gouverneur espagnol des Pays-Bas, le duc d'Albe, à son fils Fadrique Álvarez de Toledo, mieux connu dans l'historiographie néerlandaise sous le nom de Don Fadrique. Une lettre d'Albe au roi d'Espagne Philippe II, écrite peu après la capture de Zutphen en novembre 1572, montre qu'il avait ordonné à son fils de se rendre à Zutphen au même titre que l'empereur Charles Quint, père de Philippe II, avait fait à Düren en 1543. Ce jour-là, Charles avait incendié la ville et tué en une grande partie de la population.
L'historien Pontanus rapporte dans ses Historiæ Gelriæ de 1639 qu'un frère religieux de Zutphen avait conseillé à Don Frédéric : « de casser les œufs pour ne pas avoir de poulets ». Ce ne serait donc pas le Duc d'Alva, mais le frère qui serait à l'origine du massacre. Le commentaire de Pontanus, cependant, est sans source et il n'est donc pas pris au sérieux par les historiens faisant autorité ultérieurement.

## Lebain de sang
Le 12 novembre 1572, Don Fadrique assiège Zutphen, qui à cette époque compte environ 7 500 habitants. L'IJssel était gelée, ce qui avait facilité l'approche de la place. Le 14 novembre, une batterie d'artillerie a été installée, et le 15 novembre la ville a été bombardée toute la journée, de sorte qu'une brèche a été ouverte ce jour-là, au niveau de la porte de Nieuwstad (la Nieuwstadpoort au sud-est de la ville). Une deuxième attaque a eu lieu d'un autre côté de la ville, sur un ravelin devant le pont IJssel. Dans la ville, des civils sont entrés en conflit avec la garnison. Pendant la nuit, une partie des habitants s'est enfuie par une poterne discrète et a réussi à s'échapper. Tôt le matin du 16 novembre, des négociateurs de Zutphen se sont entretenus avec les Espagnols du côté du ravelin. Pendant ce temps, les Espagnols ont vu leur chance. Ils sont entrés dans la ville par la brèche de la porte de Nieuwstad en passant sur les douves gelées. Ainsi, ils ont conquis la ville. Des ordres impitoyables sont lancés, les défenseurs d'un ravelin ont été attachés à sa base et poussés dans l'eau glacée et sont morts lentement de froid. Des civils ont également été pendus à des potences improvisées ou érigées à la hâte. Sur l'IJssel gelée, des trous ont été découpés dans la glace dans lesquelles plus de 500 personnes furent noyées. D'autres civils ont été pourchassés nus de la ville et sont morts dans le froid glacial. Certains ont réussi à atteindre Deventer ou ont trouvé refuge dans des fermes alentour. Des femmes ont été maltraitées et violées dans toute la ville, et des civils ont également été torturés lors des interrogatoires. Les moulins de Zutphen ont été incendiés par des soldats espagnols et de nombreuses maisons ont été mises à sac et pillées. Sur les ordres des commandants espagnols, des tombes ont été excavées de l'église et leur contenu jeté dans l'IJssel.
La ville n'a finalement pas été incendiée et la population n'a certainement pas été complètement massacrée. De ce fait, Don Fadrique avait ignoré le commandement littéral de son père.

## Les conséquences
Pendant plusieurs semaines, Fadrique avait assiégé la forteresse de Naarden, tombée aux mains des Gueux en août avec le soutien d'une partie de la population. Le 22 octobre, il entrait dans la forteresse avec 400 soldats espagnols. Du massacre qui s'ensuivit n'ont survécu que 60 habitants. 
L'une des conséquences de ces actions terribles menées par les troupes espagnoles à Naarden puis à Zutphen a été que les villes de Zwolle, Kampen et Hasselt se sont rendues volontairement à Don Fadrique le 20 novembre. Bolsward, Franeker et Sneek se sont également rendues et ont accepté des garnisons wallonnes. Don Fadrique pouvait maintenant tourner toute son attention vers l'ouest. Puis les Espagnols se sont dirigés sur Haarlem, qui a été conquise en juillet 1573 après un siège de sept mois. Et venu le tour d'Alkmaar avec son siège, mais qu'il a dû abandonner car les digues ont été percées par les défenseurs rendant le terrain totalement impraticable.
Après le siège de 1591, Zutphen passa définitivement du côté des Provinces-Unies.